# Montenegro (microregio)
Montenegro is een van de 35 microregio's van de Braziliaanse deelstaat Rio Grande do Sul. Zij ligt in de mesoregio Metropolitana de Porto Alegre en grenst aan de microregio's Gramado-Canela, Porto Alegre, São Jerônimo, Lajeado-Estrela en Caxias do Sul. De microregio heeft een oppervlakte van ca. 2.076 km². In 2005 werd het inwoneraantal geschat op 195.950.
Eenentwintig gemeenten behoren tot deze microregio:
- Alto Feliz
- Barão
- Bom Princípio
- Brochier
- Capela de Santana
- Feliz
- Harmonia
- Linha Nova
- Maratá
- Montenegro
- Pareci Novo
- Poço das Antas
- Portão
- Salvador do Sul
- São José do Hortêncio
- São José do Sul
- São Pedro da Serra
- São Sebastião do Caí
- São Vendelino
- Tupandi
- Vale Real

Mesoregio's: Centro Ocidental Rio-Grandense · Centro Oriental Rio-Grandense · Metropolitana de Porto Alegre · Nordeste Rio-Grandense · Noroeste Rio-Grandense · Sudeste Rio-Grandense · Sudoeste Rio-Grandense

Microregio's: Cachoeira do Sul · Camaquã · Campanha Central · Campanha Meridional · Campanha Ocidental · Carazinho · Caxias do Sul · Cerro Largo · Cruz Alta · Erechim · Frederico Westphalen · Gramado-Canela · Guaporé · Ijuí · Jaguarão · Lajeado-Estrela · Litoral Lagunar · Montenegro · Não-Me-Toque · Osório · Passo Fundo · Pelotas · Porto Alegre · Restinga Seca · Sananduva · Santa Cruz do Sul · Santa Maria · Santa Rosa · Santiago · Santo Ângelo · São Jerônimo · Serras de Sudeste · Soledade · Três Passos · Vacaria